# Le Plus Vieil Écolier du monde
Pour plus de détails, voir Fiche technique et Distribution.
Le Plus Vieil Écolier du monde (The First Grader) est une comédie dramatique américo-kényane réalisée par Justin Chadwick en 2010.

## Synopsis
En 2003, le gouvernement du Kenya déclare l'école publique gratuite pour tous. Kimani Ng'ang'a Maruge, âgé de 84 ans, décide alors d'apprendre à lire et à écrire. Son admission est difficile car les classes sont déjà surchargées et il n'y a pas assez de fournitures pour tous. En outre, sa scolarité fait scandale et réveille de troubles et violents souvenirs du passé colonial du pays. Pourtant, Maruge, très motivé, parvient à se faire accepter.
Ce film est inspiré de l'histoire de Kimani Maruge. Né vers 1920, il ne put aller à l'école et fut emprisonné pendant de nombreuses années par les autorités coloniales anglaises pour son opposition. Il rattrapa ce retard dès le 12 janvier 2004, où il s'inscrit à l'école Kapkenduiywo à Eldoret. Il devint alors, selon le livre Guiness des records, l'écolier le plus vieux du monde. Il fut même élu délégué de classe en 2005.
Il prit l'avion pour la première fois de sa vie en 2005 pour se présenter à la Conférence du Millénaire pour le Développement aux Nations unies à New York afin de sensibiliser les chefs d'État au pouvoir de l'éducation. Il est décédé le 14 août 2009 d'un cancer de l'estomac, peu de temps après avoir été baptisé le 24 mai 2009 à l'église catholique de la Sainte-Trinité à Nairobi.

## Fiche technique
- Titre : Le Plus Vieil Écolier du monde
- Titre original : The First Grader
- Réalisation : Justin Chadwick
- Scénario : Ann Peacock
- Musique : Alex Heffes
- Photographie : Rob Hardy (en)
- Montage : Paul Knight
- Production : Sam Feuer, Richard Harding, David M. Thompson et Mario Zvan
- Société de production : BBC Films, Videovision Entertainment, Lipsync Productions, Arte, Sixth Sense Productions, Origin Pictures et Big Boy Films
- Société de distribution : National Geographic Entertainment (États-Unis)
- Pays :  Royaume-Uni,  États-Unis,  Kenya et  France
- Genre : biopic, drame et romance
- Durée : 103 minutes
- Dates de sortie : 
  -  États-Unis : 4 septembre 2010 (Festival du film de Telluride)
  -  Royaume-Uni : 24 juin 2011

## Distribution
- Oliver Litondo : Kimani N'gan'ga Maruge
- Naomie Harris : Jane Obinchu
- Emily Njoki : jeune épouse de Maruge
- Hannah Wacera : fille de Maruge
- John Kimani : jeune fils de Maruge
- Lwanda Jawar : Kimani Maruge, jeune
- Daniel Ndambuki : DJ Masha
- Tony Kgoroge : Charles Obinchu
- Macharia Kamau

## Distinctions
- 2011 : World Soundtrack Awards : Découverte de l'année
- 2011 : Sedona International Film Festival (en) : Meilleur film
- 2011 : Palm Beach International Film Festival : Meilleur film
- 2011 : Black Film Critics Circle : Meilleur acteur pour Oliver Litondo